# Кокер, Тревор
Тре́вор И́ан Ко́кер (англ. Trevor Ian Coker; 1 октября 1949, Уонгануи, Манавату-Уангануи — 23 августа 1981, Уонгануи, Манавату-Уангануи) — новозеландский гребец, выступавший за сборную Новой Зеландии по академической гребле в 1970-х годах. Чемпион летних Олимпийских игр в Мюнхене, бронзовый призёр Олимпийских игр в Монреале, обладатель двух бронзовых медалей чемпионатов мира, чемпион Европы, победитель и призёр многих регат национального значения.

## Биография
Тревор Кокер родился 1 октября 1949 года в городе Уонгануи, Новая Зеландия.
Занимался академической греблей в местном одноимённом клубе «Уонгануи», позже перешёл в клуб «Эйвон» из Крайстчерча.
Первого серьёзного успеха на взрослом международном уровне добился в сезоне 1971 года, когда вошёл в основной состав новозеландской национальной сборной и выступил на чемпионате Европы в Копенгагене, где в восьмёрках обошёл всех своих соперников и получил золото.
Благодаря череде удачных выступлений удостоился права защищать честь страны на летних Олимпийских играх 1972 года в Мюнхене. Здесь в восьмёрках также пришёл к финишу первым, завоевав тем самым золотую олимпийскую медаль.
После мюнхенской Олимпиады Кокер остался в составе гребной команды Новой Зеландии на ещё один олимпийский цикл и продолжил принимать участие в крупнейших международных регатах. Так, в 1974 году он побывал на чемпионате мира в Люцерне, откуда привёз награду бронзового достоинства, выигранную в восьмёрках.
В 1975 году на мировом первенстве в Ноттингеме вновь стал бронзовым призёром в восьмёрках.
Находясь в числе лидеров новозеландской национальной сборной, благополучно прошёл отбор на Олимпийские игры 1976 года в Монреале. На сей раз в главном финале восьмёрок финишировал третьим позади команд из Восточной Германии и Великобритании, добавив в послужной список бронзовую олимпийскую медаль.
Впоследствии работал учителем. Был женат, имел сына.
Умер от опухоли мозга 23 августа 1981 года в Уонгануи в возрасте 31 года.
В 1990 году вместе с другими членами золотой новозеландской восьмёрки был введён в Зал славы спорта Новой Зеландии.